# First Impressions of Earth
Albums de The Strokes
Room on Fire
(2003) Angles
(2011)
Singles
1. Juicebox
Sortie : octobre 2005
2. Heart in a Cage
Sortie : 20 mars 2006
3. You Only Live Once
Sortie : 24 juillet 2006

First Impressions of Earth est le troisième album du groupe The Strokes, sorti en 2006. Il est parvenu à la première place des charts au Royaume-Uni et à la 4e aux États-Unis. Il est disque d'or en France, au Royaume-Uni et en Australie.

## Liste des chansons
Toutes les chansons sont écrites par Julian Casablancas, excepté les notées.
1. You Only Live Once - 3:09
2. Juicebox - 3:17
3. Heart in a Cage - 3:27
4. Razorblade - 3:29
5. On the Other Side - 4:38
6. Vision of Division - 4:20
7. Ask Me Anything (Julian Casablancas/Nick Valensi) - 3:12
8. Electricityscape - 3:33
9. Killing Lies (Julian Casablancas/Nikolai Fraiture) - 3:50
10. Fear of Sleep - 4:00
11. 15 Minutes - 4:34
12. Ize of the World - 4:29
13. Evening Sun (Julian Casablancas/Fabrizio Moretti) - 3:06
14. Red Light - 3:11

## Classements et certifications
| Classement musical                           | Meilleure position |
| -------------------------------------------- | ------------------ |
| Allemagne (Media Control AG)                 | 11                 |
| Australie (ARIA)                             | 4                  |
| Autriche (Ö3 Austria Top 40)                 | 9                  |
| Belgique (Flandre Ultratop)                  | 21                 |
| Belgique (Wallonie Ultratop)                 | 26                 |
| Danemark (Tracklisten)                       | 10                 |
| Espagne (Promusicae)                         | 30                 |
| États-Unis (Billboard 200)                   | 4                  |
| Finlande (Suomen virallinen lista)           | 10                 |
| France (SNEP)                                | 9                  |
| Irlande (Irish Recorded Music Association)   | 3                  |
| Italie (FIMI)                                | 25                 |
| Norvège (VG-lista)                           | 22                 |
| Nouvelle-Zélande (RIANZ)                     | 10                 |
| Pays-Bas (Mega Album Top 100)                | 23                 |
| Portugal (Associação Fonográfica Portuguesa) | 22                 |
| Royaume-Uni (UK Albums Chart)                | 1                  |
| Suède (Sverigetopplistan)                    | 9                  |
| Suisse (Schweizer Hitparade)                 | 11                 |

| Pays        | Ventes    | Certifications |
| ----------- | --------- | -------------- |
| Australie   | 35 000 +  | Or             |
| France      | 100 000 + | Or             |
| Japon       | 100 000 + | Or             |
| Royaume-Uni | 100 000 + | Or             |

## Accueil critique
L'album a recueilli dans l'ensemble de bonnes critiques, obtenant un score de 69⁄100, sur la base de 38 critiques collectées, sur Metacritic.
Robin Smith, de Sputnikmusic, lui donne 4,5 étoiles sur 5. Louis Pattison, du New Musical Express, lui donne la note de 8/10. Noel Murray, de The A.V. Club, lui donne la note de B+. Robb Sheffield, de la revue Rolling Stone, lui donne 3,5 étoiles sur 5. Will Hermes, d'Entertainment Weekly, lui donne la note de B+. Le webzine albumrock lui donne 3,5 étoiles sur 5.
Heather Phares, de AllMusic, lui donne 3 étoiles sur 5. Jonathan Fisher, de Drowned in Sound, lui donne la note de 6/10. Stephen Deusner, de Pitchfork, lui donne la note de 5,9/10. Kevin Jagernauth, de PopMatters, lui donne la note de 5/10. Preston Jones, de Slant, lui donne 2,5 étoiles sur 5.